# Miss Universo España 2022
Miss Universo España 2022 fue la 9.ª edición de Miss Universo España. Se llevó a cabo el 10 de septiembre de 2022 en Los Olivos Beach Resort, Santa Cruz de Tenerife, España. 14 candidatas de diversas comunidades y regiones del país compitieron por el título. Al final del evento, Sárah Loinaz, Miss Universo España 2021 del País Vasco, coronó a Alicia Faubel de Valenciana, como su sucesora. Faubel representó a España en Miss Universo 2022, donde terminó en el Top 16.

## Resultados
| Posiciones                | Candidata                      |
| ------------------------- | ------------------------------ |
| Miss Universo España 2022 | - Valenciana - Alicia Faubel   |
| Primera finalista         | - Navarra - Laura Etayo        |
| Segunda finalista         | - Andalucía - Alexandra Cucu   |
| Tercera finalista         | - Las Canarias - Susana Medina |
| Cuarta finalista          | - Cataluña - Paula Ortega      |
| Quinta finalista          | - Galicia - Noemí Sartal       |

## Candidatas
14 candidatas compitieron por el título:
(En la tabla se utiliza su nombre completo, los sobrenombres van entrecomillados y los apellidos utilizados como nombre artístico, entre paréntesis; fuera de ella se utilizan sus nombres «artísticos» o simplificados)
| Representa         | Candidata                          | Edad | Estatura (m)    | Residencia          |
| ------------------ | ---------------------------------- | ---- | --------------- | ------------------- |
| Andalucía          | María Alexandra Cucu Eder-Funar    | 20   | 1,74 m (5′ 9″)  | Málaga              |
| Aragón             | Carmen Altagracia Bello Pimentel   | 25   | 1,72 m (5′ 8″)  | Zaragoza            |
| Asturias           | Cátherine Aimée Peláez del Rivero  | 19   | 1,77 m (5′ 10″) | Gijón               |
| Baleares           | Nadia Ioanna San Romá Valentín     | 28   | 1,73 m (5′ 8″)  | Villanueva y Geltrú |
| Castilla-La Mancha | Lidia Fernanda Brihuega Sánchez    | 21   | 1,71 m (5′ 7″)  | Toledo              |
| Cataluña           | Paula Ginette Ortega Madarieta     | 27   | 1,78 m (5′ 10″) | Barcelona           |
| Extremadura        | Elízabeth Margarita Pérez Franco   | 18   | 1,85 m (6′ 1″)  | Mérida              |
| Galicia            | Noemí del Pilar Sartal Fernández   | 24   | 1,78 m (5′ 10″) | Pontevedra          |
| La Rioja           | Ednyller Esther García Colmenares  | 19   | 1,67 m (5′ 6″)  | Logroño             |
| Las Canarias       | Susana Lucía Medina Martín         | 23   | 1,81 m (5′ 11″) | Caleta del Sebo     |
| Murcia             | Arianna Victoria Rausseo Káushnick | 19   | 1,75 m (5′ 9″)  | Cartagena           |
| Navarra            | Laura Sofía Etayo Sánchez          | 27   | 1,80 m (5′ 11″) | Pamplona            |
| País Vasco         | Aída Miguelina Romero Rivas        | 26   | 1,73 m (5′ 8″)  | San Sebastián       |
| Valenciana         | Alicia Lisette Faubel de Correa    | 25   | 1,75 m (5′ 9″)  | Alicante            |